# Gemeiner Rindensprenger
Der Gemeine Rindensprenger (Vuilleminia comedens) ist ein sehr häufiger Pilz aus der Familie der Prachtrindenpilzverwandten (Corticiaceae).

## Merkmale

### Makroskopisch
Die Fruchtkörper wachsen resupinat auf dem besiedelten Substrat. Der Pilz kann es dabei bis über einen Meter überziehen und bis zu einige Millimeter dick werden. Er besitzt einen gelbbraunen bis lila-fleischfarbenen Ton. Die Oberfläche ist glatt und wachsartig. Bei feuchter Witterung quillt der Pilz auf und erhält eine gallertige Konsistenz.

### Mikroskopisch
Die Sporen sind allantoid (würstchenförmig), glatt und messen 17–22 (25) × (4,5) 5,5–7 Mikrometer, im Mittel 20–22 × 6–6,5 Mikrometer. Sie sind im Inneren granuliert und schwach amyloid. Die Basidien sind mit bis zu 100 Mikrometern sehr lang und besitzen Schnallen. Zystiden fehlen.

## Artabgrenzung

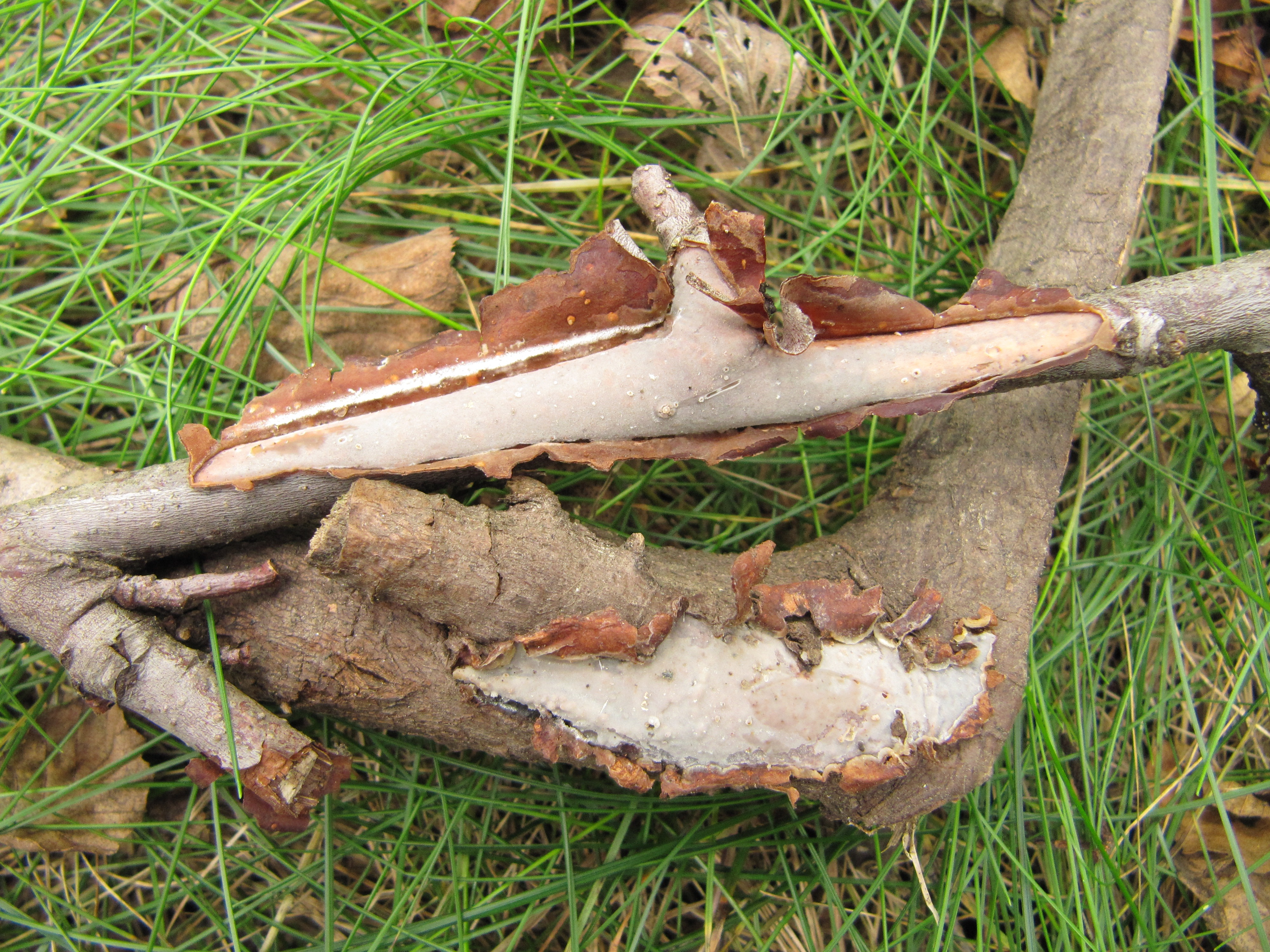
Zu den Doppelgängern des Gemeinen Rindensprengers zählt der Erlen-Rindensprenger (Vuilleminia alni).

Der Gemeine Rindensprenger ist auch mikroskopisch nur schwer von anderen Arten der Gattung der Rindensprenger abzugrenzen. Eine Bestimmung nur anhand des Substrates ist in der Gattung mit Unsicherheiten behaftet. Dem Gemeinen Rindensprenger am ähnlichsten ist der Erlen-Rindensprenger (Vuilleminia alni). Er unterscheidet sich durch etwas schmalere und gekrümmtere Sporen, die im Mittel kleiner sind (18–19 × 5–5,5 µm). Außerdem sind die Fruchtkörper im frischen Zustand stärker ziegelrot und die Art besiedelt vorwiegend Erlen und Ulmen. Gegenüber anderen Arten unterscheidet sich der Gemeine Rindensprenger durch fehlende Zystiden und die allantoiden Sporen.

## Ökologie
Der Gemeine Rindensprenger wächst zwischen der Borke und dem Holz der befallenen Äste und Zweige von Laubbäumen. Dabei löst er im Laufe der Zeit deren Rinde ab. Die besiedelten Substrate stammen in erster Linie von Eichen und Rotbuche. Der Pilz ist das ganze Jahr über zu finden.

## Verbreitung
Der Gemeine Rindensprenger und verwandte Arten sind in Nordamerika, Europa, Nordafrika, Asien (Kleinasien, Japan) und in Neuseeland verbreitet. In Europa reicht das Gebiet von Großbritannien, den Niederlanden und Frankreich im Westen bis Polen und Ungarn im Osten sowie südwärts bis Spanien und Italien und nach Norden bis zu den Hebriden und Fennoskandinavien.